# Giuseppe Borsalino

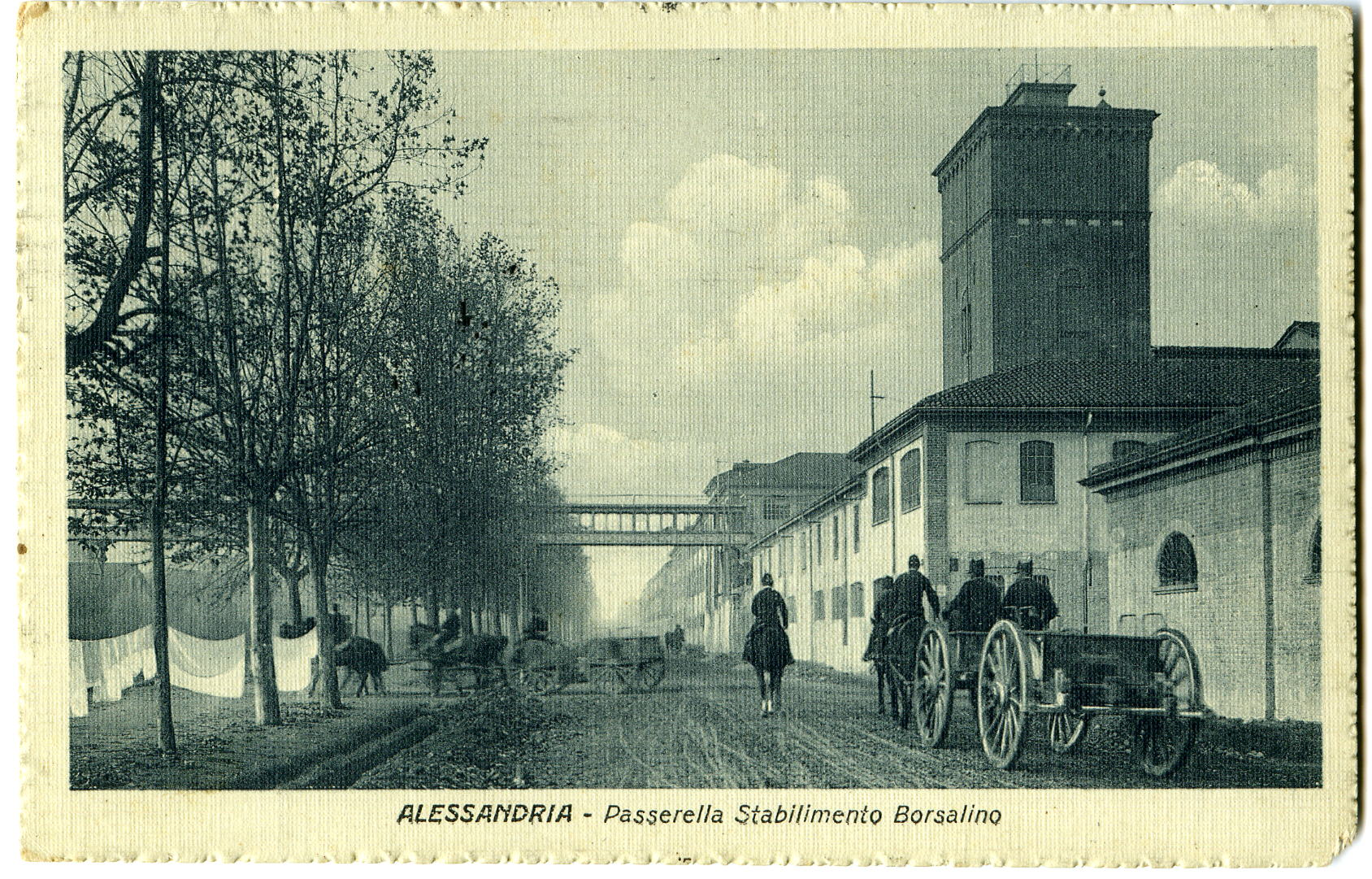
Fabryka Borsalino w Alessandrii 1910

Giuseppe Borsalino (ur. 15 września 1834 w Pecetto di Valenza, zm. 1 kwietnia 1900 w Alessandrii) – włoski przedsiębiorca, właściciel fabryk kapeluszy. 4 kwietnia 1857 roku założył pierwsza fabrykę w Alessandrii. Od tego czasu kapelusze marki Borsalino są wciąż produkowane i sprzedawane na całym świecie.

## Życiorys
Giuseppe pochodził z ubogiej rodziny i w wieku 13 lat rozpoczął naukę rzemiosła u kapelusznika w Alessandrii. W roku 1850 wyjechał do Francji aby uczyć się krawiectwa. Po sześciu latach z dyplomem mistrzowskim powrócił do Alessandrii i założył manufakturę kapeluszniczą. W 1860 r. zakupił maszyny przemysłowych w Wielkiej Brytanii i rozpoczął produkcję kapeluszy na szeroką skalę. W ciągu kilku lat liczba zatrudnionych pracowników wzrosła do 180 osób, a dzienna produkcja wynosiła 410 sztuk. W roku 1874 przedsiębiorca otworzył kolejną fabrykę kapeluszy w Genui, a w roku 1880 kolejną w Weronie. W 1888 roku firma przeniosła się do nowo wybudowanej fabryki w Alessandrii. W 1896 roku firma Borsalino Giuseppe e Fratello zatrudniła ponad 1000 pracowników, produkując około 1360 kapeluszy dziennie. Giuseppe Borsalino zmarł w 1900 roku. Po jego śmierci zarządzanie firmą przejął jego syn Teresio Borsalino.
W 1900 roku firma zdobyła Grand Prix na wystawie światowej (fr. Exposition Universelle) w Paryżu, certyfikat jakości, który pomógł rozpowszechnić markę Borsalino na całym świecie.